# ویلیامز، استرالیای غربی
ویلیامز (به انگلیسی: Williams) یک شهرک در استرالیا است که در استرالیای غربی واقع شده‌است.